# 騎馬奉行
『騎馬奉行』（きばぶぎょう）はKTV（関西テレビ）・東映の制作により、KTV他で 1979年10月2日から1980年3月25日まで毎週火曜日22:00 - 22:54に放送された、連続テレビ時代劇である。全26話。原作は陣出達朗「騎馬奉行まかり通る」。

## あらすじ
徳川家慶の治下において火付盗賊改方の頭・黛内蔵助を主人公とする捕物帳。
黛と5人の部下は、それぞれが馬に乗って活動する。

## スタッフ
- 企画：加藤哲夫（KTV）
- プロデューサー：岡林可典(KTV)、佐伯明、小野耕人（東映）
- 原作：陣出達朗「騎馬奉行罷り通る」(春陽文庫版、週刊実話連載)
- 脚本:サブタイトル参照
- 音楽：渡辺岳夫
- 主題歌：川島康子『私は送り風』（作詞・作曲：小椋佳、編曲：乾裕樹）
- 撮影：坪井誠
- 照明：吉岡伝吉
- 録音：佐藤幸哉、上出栄二郎
- 殺陣：山口博義、尾形伸之介
- 美術：井上明、河村寅次郎
- 編集：成島一城、伊吹勝雄
- 助監督：服部和史、坂本太郎
- 記録：石川和枝
- 進行主任：長橋勇
- 色彩計測：小林啓二
- 装飾：原田満修、寺崎英世
- 音楽制作:あんだんて
- 現像:東映化学
- 美粧:太陽かつら
- 衣裳:松竹衣裳
- 装置：紀和美建
- 効果：阿部作二
- 監督：サブタイトル参照
- 制作：KTV、東映

## キャスト
- 黛内蔵助：市川染五郎（6代目）
- 神尾新兵衛：加藤武
- 平岩隼人：大出俊（第18話まで出演)
- 早瀬大二郎：地井武男（第19話より出演）
- 草薙伊織：岡村清太郎
- 阿久津源：大場順
- 手塚雲平：伊東四朗
- みぎわ：夏目雅子
- お仙：池波志乃
- さわ：千うらら
- 飛車角：志賀勝
- お化けの正助：笑福亭仁鶴
- 水野越前守：丹波哲郎
- ナレーター：小林昭二

## サブタイトル
| 話     | 放送日         | サブタイトル             | 脚本              | 監督     | ゲスト |
| ------ | -------------- | ------------------------ | ----------------- | -------- | --- |
| 第1話  | 1979年 10月2日 | 憎い男の初仕事           | 森谷節子 岩元南   | 工藤栄一 | 根津甚八／永島暎子、菅貫太郎／加藤和夫、中井啓輔、梅津栄／太刀川寛、可知靖之、立川光貴／河合絃司、武内文平、岡幸次郎、高松政雄／朝倉一、五野上力、鹿島研、木村修／山口哲生、永沢日昭、美原亮三、高野隆志、伊藤慶子／浜村純／内田朝雄                       |
| 第2話  | 10月9日        | 大殺陣! 怒りの刃         | 岩元南            | 工藤栄一 | 根津甚八／永島暎子、菅貫太郎／中井啓輔、藤堂陽子、幸田宗丸／夏木章、友金敏雄、谷本小夜子、田川勝雄／松下昌司、榎本英一、小山昌幸、山本相時／川上夏代／浜村純                                                                                               |
| 第3話  | 10月16日       | 大爆破! 将軍暗殺計画     | 池田一朗          | 原田隆司 | 目黒祐樹／村松克己、片桐竜次／史織ゆき、君塚正純／木田三千雄、町田幸夫、渡辺真六／川合伸旺／仲谷昇 |
| 第4話  | 10月23日       | 狐狩り伝説・皆殺しの村   | 笠原和夫          | 吉川一義 | 有川博／下塚誠、早川絵美／潮万太郎、田中浩／穂高稔、本山可久子／本多晋、若尾義昭、佐藤晟也／稲川善一、木村修、高野隆志、森山春男、村木勲 |
| 第5話  | 10月30日       | 大川に咲いた毒の花       | 大野靖子          | 原田隆司 | 宮下順子／三ツ木清隆／内田稔、木樽仙三／遠藤征慈、伊藤高、山本廉／市村昌治、有田麻里、西朱実、田川勝雄／久地明、池上明治、八百原寿子、加藤淳也／本多洋子、村松美枝子、藤悦子、伊藤圭子、高橋ナナ子／中村麻由美、岩永和信、渡辺真之                         |
| 第6話  | 11月6日        | 天保・黄金の犬           | 石川孝人 小川英   | 村山新治 | 近藤洋介／高原駿雄、勝部演之／中庸介、湯沢勉／畑中猛重、芦田圭／山岡徹也 |
| 第7話  | 11月13日       | 若鷹が巣立つ時           | 池田一朗          | 吉川一義 | 今井健二／近藤宏、松山照夫／八名信夫、龍駿介／吉中六、井口亮、木村清信、中村秋雄、久保菜穂子 |
| 第8話  | 11月20日       | 処女の背中に彫った秘密   | 西沢裕子          | 原田隆司 | 原口剛、結城しのぶ／小野川公三郎、橘麻紀／成瀬正、柳沢紀子／佐川二郎、伊藤浩市／久富惟晴、高野真二 |
| 第9話  | 11月27日       | 過去を消した女           | 田上雄            | 吉川一義 | 二宮さよ子／綾川香、小鹿番、福岡正剛／山田禅二、青沼三朗、桐原信介／土山登志幸、松本敏男、大島光幸／伊藤慶子、高野隆志、尾崎ますみ、小甲登枝恵／三木敏彦／名和宏                                                                                           |
| 第10話 | 12月4日        | 怪盗天誅小僧の秘密       | 小川英 四十物光男 | 原田隆司 | 伊佐山ひろ子／石橋蓮司／灰地順、君塚正純／戸塚孝、菅原靖人 |
| 第11話 | 12月11日       | 怪盗白羽矢組・女体の罠   | 長坂秀佳          | 吉川一義 | 佳那晃子／高杉玄、河合絃司／菊地太、津奈美里ん、五十嵐美恵子／小甲登枝恵、尾崎ますみ、香山秀美／早川雄三、三谷昇／剣持伴紀 |
| 第12話 | 12月18日       | 大奥（秘）女の争い       | 西沢裕子          | 原田隆司 | 桜町弘子／宗方奈美、荒砂ゆき／秋谷陽子、結城なほ子、大塚良重／伊藤正博、吉川弘子、江川久仁男／川村京子、矢口純、渡辺真六／横光克彦、田島義文／西田健／東恵美子                                                                                             |
| 第13話 | 12月25日       | 湖底の黄金を探せ!        | 池田一朗          | 村山新治 | 火野正平／内田勝正、黒田福美／池田鴻、大竹修造、守屋俊志／斉藤幸一、滝川潤、土山登志幸／浅沼晋平、田口弘、有馬明良／猪野剛太郎、宮地謙吾、小甲登枝恵、八百原寿子／伊達三郎                                                                                 |
| 第14話 | 1980年 1月1日  | 新春大当り千両くじ       | 岩元南            | 原田雄一 | 森田健作／船戸順、高松しげお／出光元、宮口二郎／古今亭志ん駒、春風天平、かわいのどか／友金敏雄、谷本小夜子、松尾文人、山田光一／美原亮三、佐川二郎、永谷悟一、菊地太／ツービート(ビートたけし、ビートきよし)／中尾ミエ                                     |
| 第15話 | 1月8日         | 女盗賊の復讐             | 岩元南            | 村山新治 | ジャネット八田／小瀬格、時本武／三島新太郎、杉義一、長谷川誉／田川勝雄、五野上力、畑中猛重／高野隆志、松下昌司、泉福之助、吉田照義／小林明子、上平幸忠、工藤あかね、工藤彰吾／八木昌子                                                                     |
| 第16話 | 1月15日        | 殺人予告! 地獄からの挑戦 | 池田一朗          | 村山新治 | 栗田ひろみ／平泉征、秋元羊介／長谷川弘、山吹まゆみ、弘松三郎／団巌、相馬剛三、山田光一／伊藤正博、山浦栄、大栗清史、浅見正／藤木敬士 |
| 第17話 | 1月22日        | 大泥棒赤猫の伊平         | 池田一朗          | 原田隆司 | 山本麟一／川合伸旺、沢田亜矢子／根岸一正、相原巨典、藤山浩二／相馬剛三、大栗正史、佐川二郎／高野隆志、永野佐武郎、辻本博武／植村喜八郎、木村清信、田辺修治／佐々木孝丸                                                                                     |
| 第18話 | 1月29日        | 同心、散華の賦           | 小川英 古内一成   | 原田雄一 | 長谷川明男／杉江廣太郎、片岡五郎／西田昭市、岡部正純、河合絃司／夏木章、佐藤晟也、元木丈陽／小山昌幸、鎌田功、上村一夫、泉福之助／石山律雄 |
| 第19話 | 2月5日         | 破れ同心と女郎花         | 田上雄            | 村山新治 | 野平ゆき／倉石一旺、奈三恭子、黒部進／松野健一、吉水慶、井上三千男／若尾義昭、藤堂陽子、村上幹夫／笹入舟作、水谷敏行、滝川竜之介／久米明、永井秀明／北村総一郎                                                                                             |
| 第20話 | 2月12日        | 墓前の花の秘密           | 野波静雄          | 村山新治 | 浅野真弓／森田順平、中村孝雄／鶴賀二郎、浅香春彦、ひろみどり／牧田正嗣、倉沢暎子、青沼三朗／五野上力、半田晶子、藤木保宏、石原由紀子／大久保和美、猪股裕子、近藤克明、細山美奈／内田稔／正司歌江                                                           |
| 第21話 | 2月19日        | 子宝煙草を吸う妻         | 市川森一          | 原田雄一 | 峰岸徹／住吉道博、佐々木すみ江／武内亨、久遠利三、杉義一／大家博、佐藤吉蔵、市場まゆみ、赤石富和、塚田康宏、内田大嗣／仲谷昇／田中真理 |
| 第22話 | 2月26日        | 鬼が帰ってきた           | 秋川大介          | 原田雄一 | 島村佳江／滝沢双、中島葵／津村隆、石原昭宏、佐々木敏／吉良冬太、榎本英一、小川隆一、竹本純平／小甲登枝恵、美原亮三、橋本春彦、長谷部緑、高木俊哉／井上博一／ジョニー大倉                                                                                   |
| 第23話 | 3月4日         | 悲願! 野菜の直か売り     | 池田一朗          | 村山新治 | 夏純子／伊藤博、中田博久／新井和夫、三夏伸、河合絃司／弘松三郎、田川勝雄、丸岡奨詞／相原巨典、榎本英一、伊藤慶子、伊藤正博／佐川二郎、泉福之助、橋本春彦、小山勤／高原駿雄、入江洋佑、仲谷昇                                                               |
| 第24話 | 3月11日        | 忠義者は使い捨て         | 結束信二 田上雄   | 村山新治 | 荒谷公之／石原初音、文野朋子／堀田真三、田川勝雄、名護屋一／山本緑、波すずめ、梅原正樹、／城海峯、木村修、高野隆志、佐藤勉、岸田森／小栗一也 |
| 第25話 | 3月18日        | 連続殺人! 狙われた女たち | 秋川大介          | 岡林可典 | 藤巻潤／片桐竜次、小瀬格／佐藤博、茜ゆう子、青木卓、一柳みる／夏木章、三沢もとこ、松下昌司、久地明／小甲登枝恵、本多洋子、前田高司、小林操／鏡味小次郎、柴沼由美、司由美、梓葉子、石井かおり／絵沢萠子                                                     |
| 第26話 | 3月25日        | 新しき旅立ち             | 岩元南            | 岡林可典 | 藤木悠／小野武彦、近藤準／金井進二、寄山弘、岡崎夏子／稲川善一、丸山詠二、山川弘乃、西屋東／暮林修、岡幸次郎、荒瀬寛樹、小野田英一／市川勉、丹羽忠太、宇佐美ゆふ、野川ひとみ／牧口昌代、武田弘樹、村木勲、高野隆志／外山高士、細川俊夫／伊沢一郎／川地民夫 |

## ネット配信
- 2022年5月1日より、YouTubeの「東映時代劇YouTube」から第1・2話の無料配信が行われている。